# Цона П. И. П. Вја Тудерте (Перуђа)
Цона П. И. П. Вја Тудерте је насеље у Италији у округу Перуђа, региону Умбрија.
Према процени из 2011. у насељу је живело 10 становника. Насеље се налази на надморској висини од 191 м.